# Fabián Ruiz
Fabián Ruiz Peña (Los Palacios y Villafranca, 1996. április 3. –) spanyol válogatott labdarúgó, a francia Paris Saint-Germain játékosa.

## Pályafutása

### Klubcsapatokban
A La Unión Los Palacios és a Real Betis akadémiáján nevelkedett. 2014-ben a tartalékok közé került. Szeptember 11-én mutatkozott be a B csapatban a Marbella ellen 4–1-re elvesztett harmadosztályú bajnoki mérkőzésen az 57. percben Álvaro González cseréjeként. December 13-án a felnőtteknél is bemutatkozott a CD Lugo ellen Xavi Torres cseréjeként. 2016. december 23-án 2019-ig hosszabbított a klubbal, majd kölcsönbe került az Elche csapatához. 2017. január 31-én meghosszabbította szerződését a Real Betis csapatával 2023 nyaráig és 30 millió eurós kivásárlási záradékot rögzítettek benne. 2018. július 5-én az olasz Napoli öt évre szerződtette. Szeptember 16-án mutatkozott be az UEFA-bajnokok ligájában a szerb Crvena zvezda ellen.

### A válogatottban
Tagja volt a 2019-es U21-es labdarúgó-Európa-bajnokságot megnyerő válogatottnak. 2019. június 7-én mutatkozott be a felnőtteknél Feröer elleni 2020-as labdarúgó-Európa-bajnokság selejtező mérkőzésen Isco cseréjeként. 2021. május 24-én beválogatták a 2020-as Európa bajnokságra utazó keretbe.

## Statisztika

### Klubcsapatokban
2021. május 23-i állapot szerint.
| Klub         | Szezon   | Bajnokság          | Bajnokság | Bajnokság | Kupa  | Kupa  | Nemzetközi | Nemzetközi | Egyéb | Egyéb | Összes | Összes |
| Klub         | Szezon   | Liga               | Mérk.     | Gólok     | Mérk. | Gólok | Mérk.      | Gólok      | Mérk. | Gólok | Mérk.  | Gólok  |
| ------------ | -------- | ------------------ | --------- | --------- | ----- | ----- | ---------- | ---------- | ----- | ----- | ------ | ------ |
| Real Betis B | 2014–15  | Segunda División B | 19        | 1         | —     | —     | —          | —          | —     | —     | 19     | 1      |
| Real Betis B | 2015–16  | Segunda División B | 4         | 2         | —     | —     | —          | —          | —     | —     | 4      | 2      |
| Real Betis B | Összesen | Összesen           | 23        | 3         | —     | —     | —          | —          | —     | —     | 23     | 3      |
| Real Betis   | 2014–15  | Segunda División   | 6         | 0         | 0     | 0     | —          | —          | —     | —     | 6      | 0      |
| Real Betis   | 2015–16  | La Liga            | 12        | 0         | 2     | 0     | —          | —          | —     | —     | 14     | 0      |
| Real Betis   | 2016–17  | La Liga            | 4         | 0         | 1     | 0     | —          | —          | —     | —     | 5      | 0      |
| Real Betis   | 2017–18  | La Liga            | 34        | 3         | 1     | 0     | —          | —          | —     | —     | 35     | 3      |
| Real Betis   | Összesen | Összesen           | 56        | 3         | 4     | 0     | —          | —          | —     | —     | 60     | 3      |
| Elche        | 2016–17  | Segunda División   | 18        | 1         | —     | —     | —          | —          | —     | —     | 18     | 1      |
| Napoli       | 2018–19  | Serie A            | 27        | 5         | 2     | 1     | 11         | 1          | —     | —     | 40     | 7      |
| Napoli       | 2019–20  | Serie A            | 33        | 3         | 5     | 1     | 8          | 0          | —     | —     | 46     | 4      |
| Napoli       | 2020–21  | Serie A            | 33        | 3         | 1     | 0     | 8          | 1          | 0     | 0     | 42     | 4      |
| Napoli       | Összesen | Összesen           | 93        | 11        | 8     | 2     | 27         | 2          | 0     | 0     | 128    | 15     |
| Összesen     | Összesen | Összesen           | 190       | 18        | 12    | 2     | 27         | 2          | 0     | 0     | 229    | 2      |

### A válogatottban
2020. június 14-i állapot szerint.
| Spanyolország | Spanyolország | Spanyolország |
| Év            | Mérk.         | Gólok         |
| ------------- | ------------- | ------------- |
| 2019          | 6             | 1             |
| 2020          | 3             | 0             |
| 2021          | 4             | 0             |
| Összesen      | 13            | 1             |

### Góljai a válogatottban
| # | Dátun              | Helyszín                                           | Ellenfél | Gól | Végeredmény | Verseny                                      |
| - | ------------------ | -------------------------------------------------- | -------- | --- | ----------- | -------------------------------------------- |
| 1 | 2019. november 18. | Wanda Metropolitano Stadion, Madrid, Spanyolország | Románia  | 1–0 | 5–0         | 2020-as labdarúgó-Európa-bajnokság selejtező |

## Sikerei, díjai

### Klub
- Real Betis
  - Segunda División: 2014–15
- Napoli
  - Olasz kupa: 2019–20[14]

### Válogatott
- Spanyolország U21
  - U21-es labdarúgó-Európa-bajnokság: 2019[15]

### Egyéni
- U21-es labdarúgó-Európa-bajnokság legjobb játékosa: 2019
- U21-es labdarúgó-Európa-bajnokság – Torna csapatának tagja: 2019[16]